# Polizeiruf 110: Der Dicke liebt
Der Dicke liebt ist ein Fernsehfilm aus der Krimireihe Polizeiruf 110. Der vom MDR produzierte Beitrag ist die 412. Polizeiruf 110-Episode und zeigt zum zweiten Mal das von Peter Kurth und Peter Schneider verkörperte Ermittlerduo Henry Koitzsch und Michael Lehmann aus Halle (Saale). Der Film wurde am 21. April 2024 im Ersten ausgestrahlt.

## Handlung
Die achtjährige Inka wird vermisst. Suchtrupps finden schließlich ihren leblosen Körper in einer Kleingartenanlage nahe der Schule auf, an der die Schülerin die dritte Klasse besuchte. Kriminalhauptkommissar Henry Koitzsch trifft bei seinen Ermittlungen auf die stellvertretende Schuldirektorin Monika Hollig, die er als sein Date aus An der Saale hellem Strande wiedererkennt.
Unterdessen ergibt die rechtsmedizinische Untersuchung, dass die Schülerin sexuell misshandelt und ermordet wurde. Spuren an der Toten legen nahe, dass die Schülerin sich heftig gewehrt haben muss, bevor sie von einem massiven Körpergewicht niedergedrückt wurde und dabei einen Genickbruch erlitt.
Nachdem sich im Milieu der polizeibekannten Pädokriminellen keine Erfolg versprechenden Ermittlungsansätze finden, gerät bald der füllige Mathe- und Nachhilfelehrer Krein unter Verdacht: nicht nur der ermordeten Schülerin stand der Pädagoge nahe, auch zu Inkas Mitschülerin Juli pflegt er ein inniges Verhältnis und schreckt dabei auch vor körperlichen Berührungen nicht zurück. Juli wiederum verteidigt Krein nicht nur gegenüber Hollig und den Beamten, sie versucht auch einen wütenden Mob aus Kreins Nachbarschaft zu beschwichtigen, der den Lehrer stellt und zusammenschlägt.
Als Koitzsch mit dem Rechtsmediziner und dem ehemaligen Kollegen Thomas Grawe den Tag der Volkspolizei feiert, erfährt er von einem Triebtäterfall aus DDR-Zeiten, bei dem es zwei Täter gab. Familienvater Lehmann, der früher in der Krankenpflege gearbeitet hat, gelingt unterdessen, eine demenzkranke Seniorin zu befragen, die Inka kurz vor ihrem Tod gesehen hat. Dabei erhält der Kommissar einen entscheidenden Hinweis, denn Inka war in Begleitung zweier Gymnasiasten, die kurz darauf auch anhand der am Leichnam des Kindes vorgefundenen DNA-Spuren als Täter überführt werden können. Dennoch können die Kommissare nicht verhindern, dass der erneut von seinen Nachbarn attackierte Lehrer Krein sich das Leben nimmt.

## Dreharbeiten, Hintergrund
Der Film wurde vom 18. April bis zum 16. Mai 2023 in Halle (Saale) und in Leipzig gedreht. Ein bemerkenswerter Aspekt der Episode ist, dass nicht nur ihre Figuren mit der Stadt Halle verbunden sind: Drehbuchautor Clemens Meyer, Regisseur Thomas Stuber und Peter Schneider kommen aus der Region, sind in Halle oder Leipzig geboren. Auch Peter Kurth kennt Halle gut, der größte Teil seiner Familie lebt in der Stadt.

## Rezeption

### Kritiken
„Die ‚Polizeiruf‘-Kommissare aus Halle machen in einer ähnlichen, realistischen und filmisch ausgeruhten Grundtonlage weiter wie bei ihrem fulminanten Einstand ‚An der Saale hellem Strande‘ (2022).“

„So drastisch ist nämlich das Leben. Einmal bringen sie es in diesem sehenswerten Film ganz beiläufig auf den Punkt. Fragt die Frau von Kommissar Lehmann: ‚Wie hältst du das aus?‘ Und Lehmann flüstert: ‚Gar nich.‘“

„Selbst die schockierende Auflösung plus eines bitteren Nachschlags […] ändern nichts an der Distanz, die nicht nur die Zuschauer zum Geschehen einnehmen, sondern die offenbar auch die Macher bei der Inszenierung gegenüber ihrem eigenen Stoff verspürt haben. «Der Dicke liebt» bekommt seine Thematik einfach nicht zu fassen.“

### Nominierungen
Im Januar 2024 wurde Der Dicke liebt als eine von 60 Produktionen in die Auswahl der besten zehn für den Deutschen Fernsehkrimipreis 2024 aufgenommen. Seine Leinwandpremiere hatte der Film am 19. März 2024, wo er als Opener des Deutschen Fernsehkrimi-Festivals 2024 in Wiesbaden erstmals der Öffentlichkeit vorgeführt wurde.

### Einschaltquoten
Die Erstausstrahlung von Der Dicke liebt am 21. April 2024 wurde in Deutschland von 7,52 Millionen Zuschauern gesehen und erreichte einen Marktanteil von 26,6 % für Das Erste.